# Irski lonac
Irski lonac je tradicionalno irsko jelo. Sastojci su: meso (obično janjetina, ali može i govedina ili svinjetina), krumpir, mrkva, korabica, peršin, luk, sol i papar.
Mogu se dodati i začini poput majčine dušice i bosiljka. Gotovom loncu dodaje se brašno razmućeno u malo vode. Gotovo je, kada je upola ukuhano i s vrlo malo tekućine.
Irski lonac se danas u Irskoj rijetko jede, jer je zbog svoje povijesti na glasu kao sirotinjska hrana.
Sastojci se kuhaju polako i do dva sata. Ovčetina je bila dominantan sastojak. U prošlosti Irske, ovce su se prvenstveno uzgajale zbog vune i mlijeka. A meso se jelo uglavnom od starih ovaca, koje se više nisu mogle koristiti za vunu i mlijeko. Budući, da je u irskom loncu u prošlosti uglavnom bila ovčetina od starih ovaca, dugo se i sporo kuhala. Gotovo isključivo se kuhala na otvorenoj vatri. Smatra se, da je irski lonac bio poznat već oko 1800. godine.